# زنخية الورد
زِنْخِيَّة الورد أحد مسببات الأمراض النباتية من جنس زنخية التي تسبب تكوين السرطانات على مجموعة واسعة من أنواع الأشجار والشجيرات. يصيب الورد في فروع فيذيبها.